# Balafjöll
Balafjöll är en bergskedja i republiken Island.   Den ligger i regionen Västfjordarna, i den nordvästra delen av landet, 190 km norr om huvudstaden Reykjavík.